# Penicillium albidum
Penicillium albidum Sopp – gatunek grzybów z klasy Eurotiomycetes. Mikroskopijne grzyby strzępkowe.

## Systematyka i nazewnictwo
Pozycja w klasyfikacji według Index Fungorum: Penicillium, Aspergillaceae, Eurotiales, Eurotiomycetidae, Eurotiomycetes, Pezizomycotina, Ascomycota, Fungi.
Po raz pierwszy opisał go w 1912 roku Olav Johan Sopp i nadana przez niego nazwa naukowa jest ważna.

## Morfologia i fizjologia
Grzyb glebowy. W Polsce wyizolowano go z ziemi, ryzosfery, korzeni, nasion i sadzonek jodły pospolitej, łupinu żółtego, żyta i modraka abisyńskiego.
Penicillium albidum dobrze rośnie na wszystkich testowanych podłożach i zazwyczaj daje optymalne miana przeciwgrzybicze w ciągu 4–8 dni. Dobre miana uzyskuje się na podłożach Czapek-Dox, Raulin-Thom i Weindling, ale nie na pepton/Lemco/glukoza; dobre miana uzyskuje się również na uproszczonym podłożu ze źródłami azotu takimi jak azotan amonu, azotan potasu i winian amonu, ale nie z siarczanem amonu. Gdy stężenie glukozy i głębokość podłoża są zróżnicowane, najlepszy wzrost na jednostkę masy cukru uzyskuje się przy niskich stężeniach cukru. Zasadniczo początkowe pH ma niewielki wpływ na wzrost kolonii.
Kolonie wykazują nierównomierny wzrost powierzchni, są włókniste i składające się z nieregularnie rozgałęzionych i zwisających strzępek, odwrotna strona jest czerwonożółta. Konidia kolczaste lub szorstkie, początkowo zielone, ale szybko stają się oliwkowozielone do szarych i ostatecznie brązowe.
Charles Thom w 1930 roku opisał szczep (obecnie utracony z kolekcji) pod tą nazwą i umieścił gatunek w swojej serii P. nigricans-janczewskii. Szczep niedawno otrzymany z Centraalbureau jako izolacja tego gatunku przez Jankego tworzy kolonie zasadniczo białe, kłaczkowate i o powierzchni mniej lub bardziej nierównej; struktury konidialne są bardzo małe i fragmentaryczne i składają się niemal wyłącznie z fragmentów tworzonych oddzielnie lub jako silnie rozbieżne komórki zarodnikowe. Konidia są wyraźnie chropowate, kuliste i mierzą około 3,0 do 3,5 µm, rzadko 4,0 µm. Z wyjątkiem braku dobrze uformowanych i rozgałęzionych penicillusów, które Sopp ilustruje tak wyraźnie, szczep wydaje się zadowalająco pasować do jego opisu.

## Zastosowanie
Z Penicillium albidum wytwarzany jest w procesach biotechnologicznych antybiotyk albidin. Antybiotyk ten hamuje kiełkowanie szeregu pleśni przy stężeniach od 0,04 do 3 μg/ml i działa bakteriostatycznie przy stężeniach rzędu 25 μg/ml. Zapobiega pobieraniu tlenu przez Saccharomyces cerevisiae przy 10−3 M i zmniejsza go o 82% przy 10−4 M.
Otrzymano drugą, bezbarwną, grzybostatyczną substancję topiącą się w 156 °C, która z chlorkiem żelazowym daje głęboko zielony kolor. Jest ona aktywna przeciwko Botrytis allii przy stężeniu 25 μg/ml.